# Gustav Kreindl
Gustav Kreindl (ur. 21 lipca 1903, zm. 27 maja 1947 w Landsberg am Lech) – zbrodniarz hitlerowski, członek załogi obozu koncentracyjnego Mauthausen-Gusen i SS-Unterscharführer.
Austriak z pochodzenia, był członkiem Waffen-SS od 15 października 1944. Od 1 kwietnia 1944 do 5 maja 1945 pełnił służbę w szpitalu w Ebensee, podobozie Mauthausen. Był współodpowiedzialny za śmierć wielu osób na skutek złych warunków panujących w szpitalu. Niejednokrotnie znęcał się także nad chorymi więźniami.
Kreindl został skazany w procesie załogi Mauthausen-Gusen (US vs. Johann Altfuldisch i inni) przez amerykański Trybunał Wojskowy na karę śmierci. Wyrok wykonano przez powieszenie w więzieniu Landsberg 27 maja 1947.